# Liste der Kulturdenkmäler in Oberscheidweiler
In der Liste der Kulturdenkmäler in Oberscheidweiler sind alle Kulturdenkmäler der rheinland-pfälzischen Ortsgemeinde Oberscheidweiler aufgeführt. Grundlage ist die Denkmalliste des Landes Rheinland-Pfalz (Stand: 10. August 2023).

## Einzeldenkmäler
| Bezeichnung                                                       | Lage                    | Baujahr         | Beschreibung                                                                            | Bild                           |
| ----------------------------------------------------------------- | ----------------------- | --------------- | --------------------------------------------------------------------------------------- | ------------------------------ |
| Katholische Filialkirche St. Rochus und Katharina von Alexandrien | Brunnenstraße Lage      | 18. Jahrhundert | vierachsiger Saalbau, im Kern aus dem 18. Jahrhundert, um 1870 und 1922 erweitert       | weitere Bilder Fotos hochladen |
| Wohnhaus                                                          | Koblenzer Straße 3 Lage | 1836            | repräsentatives Wohnhaus einer Hofanlage; klassizistischer Walmdachbau, bezeichnet 1836 | Fotos hochladen                |